# Frankfurter Adaptiver Konzentrationsleistungs-Test
Der Frankfurter Adaptive Konzentrationsleistungs-Test ist ein computerbasiertes Testverfahren zur Ermittlung der individuellen Konzentrationsfähigkeit mittels Diskriminierungsaufgaben. Die erste Auflage des Tests (FAKT) wurde 1997 von Moosbrugger und Heyden vorgestellt, die zweite Auflage (FAKT-II) 2005 von Moosbrugger und Goldhammer. Der Test besteht darin, visuell ähnliche Symbole möglichst ohne Fehler und so schnell wie möglich zu unterscheiden. 

## Testaufbau

Obere Zeile: Targets (Reaktionstaste 1), untere Zeile: Non-Targets (Reaktionstaste 0)

Es gibt vier figurale Itemarten, die sog. "Frankfurter Diskriminationsitems": Kreis oder Quadrat mit jeweils zwei oder mit drei Punkten in der Mitte. Jede Itemart besteht aus zwei Items, die sich in der Anordnung der Punkte unterscheiden.
Zwei werden als Zielitems (Targets) festgelegt:
- Kreis mit 3 Punkten
- Quadrat mit 2 Punkten

Somit bleiben folgende als Nicht-Zielitems (Non-Targets):
- Kreis mit 2 Punkten
- Quadrat mit 3 Punkten

Die Reihenfolge der Items im Test ist zufällig. Die Diskriminierungsaufgabe besteht darin, dass der Testteilnehmer fortlaufend Zielitems von Nicht-Zielitems unterscheiden muss. Diese Unterscheidung erfolgt nach dem vollständigen Markierungs-Prinzip, da sowohl für Zielitems als auch für Nicht-Zielitems eine bestimmte Reaktionstaste auf der Computertastatur gedrückt werden muss, z. B. im ersteren Fall die Taste 1 und im letzteren Fall die Taste 0. Dadurch ist bei allen Items eine gerichtete Aufmerksamkeitsleistung erforderlich.
Es gibt hier also zwei Reiz-Dimensionen, nämlich Gestalt und Punkteanzahl. Die dritte Dimension Punkteanordnung spielt als Unterscheidungskriterium keine Rolle und muss als Information, die für die Aufgabe irrelevant ist, ausgeblendet werden.

## Testformen
Es gibt drei Varianten des Tests:
- FAKT-E: nur ein Item auf dem Bildschirm dargestellt, sofortige Beurteilung, Adaptivität des Testtempos (hohe situative Belastung)
- FAKT-S: gleichzeitig 10 Items in einer Zeile, Beurteilung nacheinander, Adaptivität des Testtempos (mittlere situative Belastung)
- FAKT-SR: gleichzeitig 10 Items in einer Zeile, keine Adaptivität des Testtempos, Reaktionszeiten für die Itembearbeitung werden gemessen (niedrige situative Belastung)

Die Adaptivität des Testtempos bedeutet, dass die Darstellungsdauer der Items durch einen Algorithmus so lange variiert wird, bis sie mit der individuellen Fähigkeit des Testteilnehmers übereinstimmt. Die Vorgabe der Items erfolgt umso rascher, je höher die Konzentrationsleistung liegt. Aus dem höchsten erzielbaren Testtempo, nämlich 50 % der dargestellten Items richtig zu bearbeiten, wird der Konzentrationsleistungswert berechnet.

## Testzeit
Zu jeder Testform können verschiedene Durchführungszeiten gewählt werden:
- Adaptive Testzeit: Test endet sobald die Messung ein Genauigkeitskriterium erreicht, nach mindestens 2 Minuten, höchstens 6 Minuten
- Wählbare Testzeit: 6 Minuten (Standardtestzeit), 12, 18, 24 oder 30 Minuten

## Auswertung
Untersucht wird, in welchem Maß es dem Testteilnehmer gelingt, seine Aufmerksamkeit über einen längeren Zeitraum auf bestimmte Reize oder Tätigkeiten auszurichten. Konzentration wird definiert als „das Zusammenwirken jener Aufmerksamkeitskomponenten, die unter Einsatz willentlicher Anstrengung eine andauernde Selektion, Koordination und Kontrolle von Handlungsmustern leisten“ [F. Goldhammer, H. Moosbrugger].
Der FAKT-II erfasst folgende Aspekte:
- Konzentrations-Leistung (Arbeitstempo),
- Konzentrations-Genauigkeit (relative Fehlerfreiheit) und
- Konzentrations-Homogenität (Gleichmäßigkeit des Arbeitstempos).

Die Ergebnisse werden für die adaptive Testzeit und für jeden 6-Minuten-Abschnitt berechnet. Für die Interpretation sind Normwerte vorhanden. 

## Alternativen und Vergleich
Vergleichbare Konzentrationstests, die mittels Diskriminierungsaufgaben arbeiten, sind der Aufmerksamkeits-Belastungs-Test d2 (Test d2) und das Frankfurter Aufmerksamkeits-Inventar (FAIR). Diese Tests sind jedoch nicht adaptiv.
Im Unterschied zu anderen Konzentrationstests treten beim FAKT schon nach zwei Testdurchgängen keine nennenswerten Übungseffekte mehr auf.